# Korpus za hitro posredovanje (Irak)
Korpus za hitro posredovanje je osrednja iraška sila za hitro posredovanje v sestavi Iraške kopenske vojske.

## Organizacija
- Poveljstvo
- Štabna brigada
- Bataljon specialnih sil
- Operacijski bataljon
- Varnostni bataljon
- Podporni bataljon
- 1. motorizirana divizija
- 4. motorizirana divizija
- 7. pehotna divizija
- 9. oklepna divizija